# 葉山ゆりか
葉山 ゆりか（はやま ゆりか、2月18日 - ）は、日本の女性声優。埼玉県出身。尾木プロ THE NEXT所属。

## 略歴
小学生の頃寝る時にラジオを聴いており、パーソナリティの声優に憧れたのがきっかけで声優を目指した。 

## 人物
趣味は歌、ダンス。特技はトランペット、エレクトーン。

## 出演作品

### テレビアニメ
- 純情ロマンチカ3（2015年、女子達）
- NARUTO -ナルト- 疾風伝（2016年、男の子）
- コンビニカレシ（2017年、手芸部員、女生徒、女子、浴衣女子、生徒、塾友）
- 伊藤潤二『コレクション』（2018年、少女1、女子）

### OVA
- 新テニスの王子様 OVA vs Genius10（2015年、中学生）

### 劇場アニメ
- BORUTO -NARUTO THE MOVIE-（2015年、木ノ葉の里の民）

### webアニメ
- ポケモンジェネレーションズ（2016年）
- ULTRAMAN（2019年、女、トリアス星人）

### ゲーム
- MARGINAL#4 IDOL OF SUPERNOVA（2014年）
- 新テニスの王子様 Go to the top（2015年、中学生 他）
- VENUS PROJECT（2015年、真中杏奈）

### ドラマCD
- ひとりじめボーイフレンド（2014年、良子、高校生）

### 舞台
- エゴエゴ6
- バーチャル骨董屋むくた